# Joachim Kirste
Joachim Kirste (* 31. August 1952) ist ein deutscher ehemaliger Fußballspieler, der in den 1970er und 1980er Jahren in der DDR-Liga, der zweithöchsten Liga im DDR-Fußball aktiv war. 

## Sportliche Laufbahn
Die ersten Spiele in der DDR-Liga bestritt Joachim Kirste in der Rückrunde der Saison 1970/71 für die Betriebssportgemeinschaft Chemie Böhlen. In fünf Spielen wurde er für den ausgefallenen Stürmer Günter Wiegner eingesetzt. Auch 1971/72 war Kirste Ersatzspieler. In den 20 ausgetragenen DDR-Liga-Spielen wurde er siebenmal aufgeboten, stand als Stürmer viermal in der Startelf. Bei seinem fünften Spiel schoss er sein einziges Punktspieltor für die BSG Chemie. 
Von 1972 bis 1978 spielte Joachim Kirste für die Leipziger Hochschulsportgemeinschaft HSG DHFK. Zunächst war diese in der viertklassigen Bezirksklasse vertreten, stieg aber mithilfe von Kirste 1973 in die Bezirksliga auf. Dort war Kirste bis 1978 aktiv. 
Zur Saison 1978/79 wechselte Kirste zum Bezirksliga-Aufsteiger TSG Chemie Markkleeberg. 1982 verhalf Kirste der TSG zum Aufstieg in die DDR-Liga, wo er drei Spielzeiten absolvierte. In der ersten Markkleeberger DDR-Liga-Saison hatte Kirste mit 20 Einsätzen bei 22 Ligaspielen einen Stammplatz sicher und hatte durchgehend seinen Platz als zentraler Mittelfeldspieler. Mit sechs Treffern war er zweitbester Torschütze der TSG. Seine Position behielt er auch in der Spielzeit 1983/84, kam auf 18 Einsätze und erzielte vier Tore. In der Saison 1984/85 wurden infolge einer Ligareform 34 Punktspiele ausgetragen. Für den inzwischen 32-jährigen Kirste war es die letzte DDR-Liga-Saison. Er wurde ausschließlich in der Hinrunde aufgeboten und kam zu acht Ligaeinsätzen, bei denen er dreimal in der Startelf stand. 
1985 beendete Joachim Kirste nach fünf Spielzeiten in der DDR-Liga, in der er auf insgesamt 58 Punktspiel-Einsätze gekommen war und dabei neun Tore erzielt hatte, seine Karriere im höherklassigen Fußball.